# Cerkiew św. Sergiusza z Radoneża w Bad Kissingen
Cerkiew św. Sergiusza z Radoneża – cerkiew prawosławna w Bad Kissingen, wzniesiona w latach 1898–1901. Pozostaje w jurysdykcji Rosyjskiego Kościoła Prawosławnego poza granicami Rosji.

## Historia
Społeczność rosyjska zamieszkała w Bad Kissingen zaczęła starać się o wzniesienie cerkwi w 1857, na wieść o planach Aleksandra II, zamierzającego udać się do Bad Kissingen w celu odbycia leczenia. Ostatecznie jednak car odwołał swój przyjazd i do budowy cerkwi nie doszło. W czasie jego późniejszych pobytów w miejscowości (w 1864 i 1868) tymczasowa kaplica była urządzana w jego pokojach. Plany budowy świątyni prawosławnej podjął na nowo ks. Aleksiej Malcew, który uzyskał od władz miejskich działkę budowlaną w 1897. W roku następnym poświęcony został kamień węgielny. Cerkiew zaprojektował Wiktor Szrioter, zaś pracami kierował K. Kampf. Głównym ofiarodawcą było prawosławne Bractwo św. Włodzimierza działające w Berlinie, które również stało się bezpośrednim opiekunem budynku po jego oddaniu do użytku.
Obiekt został poświęcony w 1901, służyli w nim księża z cerkwi w Berlinie, Weimarze i Stuttgarcie. Nabożeństwa odbywały się regularnie w miesiącach letnich, gdy w Bad Kissingen przebywało najwięcej kuracjuszy i turystów rosyjskich. W czasie I wojny światowej obiekt był zamknięty, zaś dzwony z cerkwi zostały zarekwirowane na cele militarne. Pierwsza Święta Liturgia po zakończeniu działań wojennych została odprawiona dopiero 10 czerwca 1921 przez zwierzchnika Zachodnioeuropejskiego Egzarchatu Rosyjskiego Kościoła Prawosławnego Eulogiusza. W jurysdykcji tej struktury cerkiew pozostawała do 1926, kiedy – na wyraźne życzenie wiernych – przeszła do Rosyjskiego Kościoła Prawosławnego poza granicami Rosji. Mimo tego nabożeństwa w niej odbywały się jedynie w ważniejsze święta, zaś w latach 1931–1937 ustały zupełnie. Nabożeństwa zaczęto ponownie odprawiać w 1938. Uczestniczyli w nich wówczas zarówno Rosjanie, jak i Bułgarzy, Rumuni, Grecy oraz Serbowie.
W 1945 cerkiew została podniesiona do rangi katedry eparchii berlińskiej i niemieckiej Rosyjskiego Kościoła Prawosławnego poza granicami Rosji, przeniosło się do niej również Bractwo św. Włodzimierza. Na początku lat 60. została wyremontowana, w dwadzieścia lat później miał miejsce remont kapitalny. Obecnie cerkiew jest siedzibą liczącej 50 osób parafii.

## Architektura
Cerkiew reprezentuje styl neobizantyński. Jest wzniesiona z cegły, z pojedynczą kopułą.
W pomieszczeniu ołtarzowym znajduje się fresk obrazujący Eucharystię, będący kopią podobnego malowidła w soborze św. Włodzimierza w Kijowie. Na bocznych ścianach znajdują się freski z przedstawieniami Przemienienia Pańskiego i objawienia Bogurodzicy św. Sergiuszowi z Radoneża (kopia malowidła z raki z relikwiami świętego znajdującej się w ławrze Troicko-Siergijewskiej). Zachował się również oryginalny ikonostas z początku XX wieku.